# Blanche Corelli
Blanche Corelli, eigentlich Chawa (Maria Dorothea) Hermann (* 22. Januarjul. / 3. Februar 1853greg. in Odessa; † 25. Dezember 1939 in Berlin), war eine deutsche Sängerin und Gesangspädagogin.

## Leben
Im Alter von 10 Jahren wurde sie für zwei Jahre zur Ausbildung nach London geschickt, auf die einige Jahre in Frankfurt am Main folgten. Dort wurde sie in Klavier von Julius Sachs, in Komposition von Georg Goltermann unterrichtet. Von 1868 bis 1870 studierte sie am Konservatorium in Paris bei Pauline Viardot-García, 1870 bis 1871 wurde sie von ihrer Mutter Rosa Csillag in Wien unterrichtet. Ab 1871 gab sie Konzerte, bis Ende der 1880er Jahre vor allem in den Vereinigten Staaten. Mit der Gruppe der Salisbury’s Troubadours soll sie Havanna, Kalifornien, Australien und Neuseeland bereist haben. 1880 gründete sie eine eigene Operntruppe mit 60 Mitgliedern, die bis 1884 oder 1886 bestand.
Zurück in Wien nahm sie 1888/89 ein Engagement am Carltheater an und wirkte danach als Gesangspädagogin, ab etwa 1890 in Wien, später in Berlin, zwischen 1900 und 1908 am Stern’schen Konservatorium. Eine ihrer Schülerinnen war Susanne Dessoir.
Sie pflegte Freundschaften zu Harry Houdini, Enrico Caruso, Arthur Rubinstein, Ambroise Thomas, Beniamino Gigli und der Familie Rothschild, Ihre Korrespondenz mit dem US-Amerikaner Hall Lippincott wurde 2021 im Selbstverlag veröffentlicht.
In Berlin wurde sie 1920 Mitglied im Verein Magischer Zirkel und später deren Ehrenmitglied.

### Familie
Corelli war eine Tochter von Rosa Csillag und Compars Herrmann. Von 1874 bis 1880 soll sie mit dem Seidenhändler William Singer verheiratet gewesen sein, aus einer weiteren Ehe ab 1881 soll die Tochter Olga hervorgegangen sein; diese Angaben sind mit Blick auf die uneheliche Geburt Olgas laut Geburtenbuch jedoch zweifelhaft.